# ŠK Blava Jaslovské Bohunice
ŠK Blava Jaslovské Bohunice (celým názvem: Športový klub Blava Jaslovské Bohunice) je slovenský sportovní klub, který sídlí v obci Jaslovské Bohunice. Založen byl v roce 1928 (letopočet založení je i v klubovém logu), fotbalový oddíl svoje domácí utkání hraje na stadionu s kapacitou 2 000 diváků, z toho 700 míst je k sezení. Klubové barvy jsou modrá a žlutá.
Mimo fotbalu provozuje i tenis, stolní tenis, silový trojboj a vodáctví.

## Historické názvy
Zdroj: 
- 1928 – založení
- TJ Blava Jaslovské Bohunice (Telovýchovná jednota Blava Jaslovské Bohunice)
- ŠK Blava Jaslovské Bohunice (Športový klub Blava Jaslovské Bohunice)

## Umístění v jednotlivých sezonách
Stručný přehled
Zdroj: 
- 1996–1997: 5. liga ZsFZ – sk. Jihozápad
- 1997–1999: 4. liga ZsFZ – sk. B
- 1999–2002: 3. liga – sk. Západ
- 2008–2011: 3. liga – sk. Západ
- 2011–2013: Majstrovstvá regiónu ZsFZ
- 2013–2014: 3. liga ZsFZ
- 2014–: 4. liga ZsFZ – sk. Severozápad

Jednotlivé ročníky
Zdroj: 
Legenda: Z – zápasy, V – výhry, R – remízy, P – porážky, VG – vstřelené góly, OG – obdržené góly, +/− – rozdíl skóre, B – body, červené podbarvení – sestup, zelené podbarvení – postup, fialové podbarvení – reorganizace, změna skupiny či soutěže
| Slovensko (1996–) |                                |        |    |    |    |    |    |    |     |    |        |
| Sezóny            | Liga                           | Úroveň | Z  | V  | R  | P  | VG | OG | +/− | B  | Pozice |
| 1996/97           | 5. liga ZsFZ – sk. Jihozápad   | 5      | 30 | 19 | 4  | 7  | 63 | 35 | +28 | 61 | 1.     |
| 1997/98           | 4. liga ZsFZ – sk. B           | 4      | 30 | 16 | 2  | 12 | 73 | 40 | +33 | 50 | 4.     |
| 1998/99           | 4. liga ZsFZ – sk. B           | 4      | …  | …  | …  | …  | …  | …  | …   | …  |        |
| 1999/00           | 3. liga – sk. Západ            | 3      | 34 | 14 | 5  | 15 | 53 | 55 | −2  | 47 | 12.    |
| 2000/01           | 3. liga – sk. Západ            | 3      | …  | …  | …  | …  | …  | …  | …   | …  |        |
| 2001/02           | 3. liga – sk. Západ            | 3      | 30 | 11 | 6  | 13 | 33 | 41 | −8  | 39 | 9.     |
| …                 |                                |        |    |    |    |    |    |    |     |    |        |
| 2008/09           | 2. liga – sk. Západ            | 3      | 30 | 10 | 7  | 13 | 32 | 51 | −19 | 37 | 11.    |
| 2009/10           | 2. liga – sk. Západ            | 3      | 30 | 9  | 13 | 8  | 34 | 38 | −4  | 40 | 12.    |
| 2010/11           | 2. liga – sk. Západ            | 3      | 30 | 7  | 6  | 17 | 35 | 64 | −29 | 27 | 15.    |
| 2011/12           | Majstrovstvá regiónu ZsFZ      | 4      | 30 | 7  | 6  | 17 | 26 | 54 | −28 | 27 | 13.    |
| 2012/13           | Majstrovstvá regiónu ZsFZ      | 4      | 28 | 7  | 5  | 16 | 33 | 56 | −23 | 26 | 14.    |
| 2013/14           | 3. liga ZsFZ                   | 4      | 30 | 9  | 5  | 16 | 37 | 58 | −21 | 32 | 11.    |
| 2014/15           | 4. liga ZsFZ – sk. Severozápad | 4      | 30 | 12 | 4  | 14 | 52 | 51 | +1  | 40 | 10.    |
| 2015/16           | 4. liga ZsFZ – sk. Severozápad | 4      | 30 | 11 | 5  | 14 | 51 | 47 | +4  | 38 | 11.    |
| 2016/17           | 4. liga ZsFZ – sk. Severozápad | 4      | 28 | 12 | 8  | 8  | 45 | 29 | +16 | 44 | 4.     |
| 2017/18           | 4. liga ZsFZ – sk. Severozápad | 4      | 30 |    |    |    |    |    |     |    |        |